# Jeremi Escate
Jeremi Aldair Escate Gallegos (Lima, Provincia de Lima, Perú, 4 de marzo de 2002) es un futbolista peruano. Juega como mediocentro defensivo y su equipo actual es Bentín Tacna Heroica de la Liga 2 de Perú.

## Trayectoria

### Alianza Lima
Inicia su carrera en las divisiones menores del club peruano Alianza Lima, al cual llega a inicios del 2015. Allí, va escalando categorías hasta pasar a jugar por la reserva en 2019, año en el que fue convocado para la Selección de fútbol sub-17 del Perú. Aquel mismo año firma su primer contrato profesional, un día después de cumplir 17 años. Fue promovido al primer equipo el 2020 por el comando técnico de Pablo Bengoechea, quienes además lo inscribieron en la lista de 30 jugadores para disputar la Copa Libertadores 2020.
Sin embargo, no fue sino hasta septiembre de 2020 que llegó su debut, esta vez con otro comando técnico. Tras haber aparecido en lista partidos antes, Jeremi Escate debutó como titular en el partido entre Alianza Lima y UCV, y fue substituido en el minuto 58.

## Clubes

### Profesional
| Club                  | País | Temporada |
| --------------------- | ---- | --------- |
| Alianza Lima          | Perú | 2020      |
| Carlos A. Mannucci    | Perú | 2021      |
| Deportivo Llacuabamba | Perú | 2022      |
| Alianza Pisco         | Perú | 2024      |
| Bentín Tacna Heroica  | Perú | 2025 -    |